# Luutsalo
Luutsalo är en ö i Finland. Den ligger i sjön Juojärvi och i kommunen Heinävesi i landskapet Södra Savolax, i den sydöstra delen av landet, 300 km nordost om huvudstaden Helsingfors. Öns area är 11,84 kvadratkilometer och dess största längd är 6,2 kilometer i öst-västlig riktning.